# علی حکیمی
علی حکیمی یکی از نویسندگان کتاب الحیاة است که با همکاری محمدرضا حکیمی و محمد حکیمی، توانستند در نخستین جشنواره کتاب سال جمهوری اسلامی ایران در سال ۱۳۶۳ هجری شمسی، جایزه کتاب سال را برنده شد.